# Things Ain’t What They Used to Be
Things Ain’t What They Used to Be ist ein Jazzsong, der von Mercer Ellington 1941 komponiert wurde und einen Songtext von Ted Parsons erhielt. Es handelt sich um einen 12-taktigen Blues in einer Dur-Stimmung.

## Entstehungsgeschichte
1941 konnte Duke Ellington, bedingt durch die Tarifauseinandersetzungen der Radiosender mit der ASCAP, der er angehörte, bei seinen Live-Mitschnitten keinen der von ihm komponierten Songs im Rundfunk senden lassen. Stattdessen benutzte er ein neues Programm mit Songs, das sein Sohn Mercer und der Pianist Billy Strayhorn im Winter 1940/41 in Chicago schrieben, da beide keine Mitglieder der Verwertungsgesellschaft ASCAP waren. Strayhorns Kompositionen aus dieser Zeit waren u. a. auch Take the “A” Train, Chelsea Bridge und Day Dream; von Mercer stammten Things Ain’t What They Used to Be, Blue Serge und Moon Mist. Nach Ansicht des Jazzmusikers und Historikers Chris Tyle stammt die Melodie von Mercer Ellington; sein Vater arrangierte dann aber den Song für dessen Band. „Wie so viele Ellington-Songs lebt auch dieses Stück vom variantenreichen Mood-Arrangement: es sorgt im Hintergrund der Solisten durch Teile oder Abwandlungen des Themas für farbenreiche Abwechslung.“

## Entwicklung zum Jazzstandard
Im Juli 1941 erlebte der Song eine erste Plattenaufnahme durch Johnny Hodges; Things Ain’t What They Used to Be wurde in den folgenden Jahren beinahe dreißig Mal vom Duke Ellington Orchestra eingespielt und wurde zu einer seiner populärsten Stücke im Bandrepertoire, aber auch einer Nummer, bei der Ellington Ansagen erledigte. Altsaxophonist Hodges spielte am 3. Juli 1941 für RCA Victor mit sechs Musikern der Ellington Band, darunter Duke selbst, den 12-taktigen Blues in C-Dur in einem langsameren Tempo als die Ellington-Band bei ihren Auftritten zuvor und gilt in seiner entspannten, atmosphärischen Form als dessen definitive Version.
Die Komposition wurde bald auch zu einem viel gespielten Jazzstandard, bekannt durch Versionen u. a. von Charlie Barnet, Cootie Williams (mit Eddie Mack), Stuff Smith, Herb Ellis, Booker Little, Marian McPartland, Charles Mingus (Mingus Dynasty, 1959), Dave Brubeck, Larry Coryell, Keith Jarrett und Jacky Terrasson. Oscar Peterson spielte das Stück mehrfach ein und „arbeitete in langsamen Tempo überzeugend das tiefe Blues-Feeling der Komposition heraus.“ Cecil Taylor spielte das Stück 1961 mit stilistisch unterschiedlichen Bläsern von Clark Terry bis Archie Shepp ein, die sich eine „seltsame Verfremdung einer Jamsession liefern“

## Verwendung in Filmen
Things Ain’t What They Used to Be fand auch Verwendung in den Musikfilmen Cabin in the Sky (1943, Duke Ellington and His Orchestra), Metro und Wonder Boys (Johnny Hodges).